# Pozzaglio ed Uniti
Pozzaglio ed Uniti är en kommun i provinsen Cremona i regionen Lombardiet i Italien. Kommunen hade 1 470 invånare (2018).